# Buče
Buče är en ort i Montenegro. Den ligger i den östra delen av landet, 60 km nordost om huvudstaden Podgorica. Buče ligger 709 meter över havet och antalet invånare är 1 000.
Terrängen runt Buče är kuperad åt nordost, men åt sydväst är den bergig. Buče ligger nere i en dal. Runt Buče är det ganska glesbefolkat, med 48 invånare per kvadratkilometer. Närmaste större samhälle är Berane, 2,7 km nordost om Buče. I omgivningarna runt Buče växer i huvudsak blandskog.